# België op het Eurovisiesongfestival
België neemt sinds de eerste editie, in 1956, deel aan het Eurovisiesongfestival. Het land won tot nu toe eenmaal, in 1986, met Sandra Kim en haar liedje J'aime la vie. Daarnaast haalde het land ook nog enkele ereplaatsen. België heeft inmiddels 66 keer deelgenomen aan het liedjesfestijn. Enkel Duitsland, Frankrijk en het Verenigd Koninkrijk deden nog vaker mee.

## Overzicht
Omdat België een land is waar zowel Nederlands als Frans gesproken wordt, wordt de kandidaat elk jaar afwisselend gekozen door de RTBF en de VRT. BRF, de kleine Duitstalige zender van België, is geen lid van de EBU en kiest dus ook geen kandidaat. Vandaar dat België in de beginjaren afwisselend in het Frans en in het Nederlands vertegenwoordigd werd.
De Franstalige deelnemers scoren in het algemeen beter dan de Nederlandstalige kandidaten op het Eurovisiesongfestival. De hoogste plaats in het festival behaald door een Vlaamse inzending, was de zesde plaats door Tom Dice met het liedje Me and my guitar in 2010. De tot nu toe enige winnende inzending was dan ook een Franstalige inzending. In 1986 won Sandra Kim, ondanks het feit dat ze eigenlijk door haar te jonge leeftijd niet gerechtigd was om deel te nemen; later bleek dat ze bij de inschrijving had gelogen over haar leeftijd. In Bergen won ze met een straatlengte voorsprong, en tevens met het grootste puntenaantal tot dan toe (176 punten). België was het laatste van de stichtende landen dat het festival won. Daarnaast legde België tweemaal bestek op de tweede plaats. Deze inzendingen waren Jean Vallée met L'amour ça fait chanter la vie in 1978 en Urban Trad met Sanomi in 2003.
In 1993 werd er een nieuw reglement ingevoerd, waardoor slecht presterende landen afgewisseld zouden worden met nieuwkomers, voornamelijk uit Oost-Europa. Vanwege een te lage score in 1993 mocht België niet meedoen in 1994. Hetzelfde gebeurde in 1997 en in 2001. In 2004 werd het systeem vervangen door het systeem van de halve finales. Aan de eerste halve finale, tijdens het festival in Istanboel diende België niet deel te nemen. Dankzij de tweede plaats het jaar voordien mocht het land rechtstreeks naar de finale. In de daarop volgende jaren werd het land telkens in de halve finales uitgeschakeld. Pas in 2010 bereikte België de finale weer met Tom Dice. België heeft tot en met 2025 twintig keer deelgenomen aan de halve finales. Acht keer wist het zich te plaatsen voor de finale.
In Vlaanderen wordt de kandidaat veelal aangeduid door de wedstrijd Eurosong. De RTBF opteert de laatste jaren steevast voor een interne selectieprocedure.
Na de overwinning in 1986 mocht België het festival in 1987 zelf organiseren. Het was echter onduidelijk welke omroep het festival zou mogen organiseren. Na een urenlang durend debat in het Belgische parlement werd besloten dat, omdat de RTBF verantwoordelijk was geweest voor de overwinning, deze het festival mocht organiseren, terwijl de toenmalige BRT de Belgische inzending voor dat jaar mocht verzorgen. Het festival werd gehouden in het Eeuwfeestpaleis in Brussel en gepresenteerd door zangeres Viktor Lazlo.

## Belgische deelnames
| Jaar | Artiest                       | Titel                           | Fin. | Ptn. | Semi | Ptn. | Taal                 |
| ---- | ----------------------------- | ------------------------------- | ---- | ---- | ---- | ---- | -------------------- |
| 1956 | Fud Leclerc                   | Messieurs les noyés de la Seine | ?    | ?    |      |      | Frans                |
| 1956 | Mony Marc                     | Le plus beau jour de ma vie     | ?    | ?    |      |      | Frans                |
| 1957 | Bobbejaan Schoepen            | Straatdeuntje                   | 8    | 5    |      |      | Nederlands           |
| 1958 | Fud Leclerc                   | Ma petite chatte                | 5    | 8    |      |      | Frans                |
| 1959 | Bob Benny                     | Hou toch van mij                | 6    | 9    |      |      | Nederlands           |
| 1960 | Fud Leclerc                   | Mon amour pour toi              | 6    | 9    |      |      | Frans                |
| 1961 | Bob Benny                     | September, gouden roos          | 15   | 1    |      |      | Nederlands           |
| 1962 | Fud Leclerc                   | Ton nom                         | 13   | 0    |      |      | Frans                |
| 1963 | Jacques Raymond               | Waarom?                         | 10   | 4    |      |      | Nederlands           |
| 1964 | Robert Cogoi                  | Près de ma rivière              | 10   | 2    |      |      | Frans                |
| 1965 | Lize Marke                    | Als het weer lente is           | 15   | 0    |      |      | Nederlands           |
| 1966 | Tonia                         | Un peu de poivre, un peu de sel | 4    | 14   |      |      | Frans                |
| 1967 | Louis Neefs                   | Ik heb zorgen                   | 7    | 8    |      |      | Nederlands           |
| 1968 | Claude Lombard                | Quand tu reviendras             | 7    | 8    |      |      | Frans                |
| 1969 | Louis Neefs                   | Jennifer Jennings               | 7    | 10   |      |      | Nederlands           |
| 1970 | Jean Vallée                   | Viens l'oublier                 | 8    | 5    |      |      | Frans                |
| 1971 | Lily Castel & Jacques Raymond | Goeiemorgen, morgen             | 14   | 68   |      |      | Nederlands           |
| 1972 | Serge & Christine Ghisoland   | A la folie ou pas du tout       | 17   | 55   |      |      | Frans                |
| 1973 | Nicole & Hugo                 | Baby, baby                      | 17   | 58   |      |      | Nederlands           |
| 1974 | Jacques Hustin                | Fleur de liberté                | 9    | 10   |      |      | Frans                |
| 1975 | Ann Christy                   | Gelukkig zijn                   | 15   | 17   |      |      | Nederlands en Engels |
| 1976 | Pierre Rapsat                 | Judy et cie                     | 8    | 68   |      |      | Frans                |
| 1977 | Dream Express                 | A million in one, two, three    | 7    | 69   |      |      | Engels               |
| 1978 | Jean Vallée                   | L'amour ça fait chanter la vie  | 2    | 125  |      |      | Frans                |
| 1979 | Micha Marah                   | Hey nana                        | 18   | 5    |      |      | Nederlands           |
| 1980 | Telex                         | Euro-vision                     | 17   | 14   |      |      | Frans                |
| 1981 | Emly Starr                    | Samson                          | 13   | 40   |      |      | Nederlands           |
| 1982 | Stella                        | Si tu aimes ma musique          | 4    | 96   |      |      | Frans                |
| 1983 | Pas de Deux                   | Rendez-vous                     | 18   | 13   |      |      | Nederlands           |
| 1984 | Jacques Zegers                | Avanti la vie                   | 5    | 70   |      |      | Frans                |
| 1985 | Linda Lepomme                 | Laat me nu gaan                 | 19   | 7    |      |      | Nederlands           |
| 1986 | Sandra Kim                    | J'aime la vie                   | 1    | 176  |      |      | Frans                |
| 1987 | Liliane Saint-Pierre          | Soldiers of love                | 11   | 56   |      |      | Nederlands           |
| 1988 | Reynaert                      | Laissez briller le soleil       | 18   | 5    |      |      | Frans                |
| 1989 | Ingeborg                      | Door de wind                    | 19   | 13   |      |      | Nederlands           |
| 1990 | Philippe Lafontaine           | Macédomienne                    | 12   | 46   |      |      | Frans                |
| 1991 | Clouseau                      | Geef het op                     | 16   | 23   |      |      | Nederlands           |
| 1992 | Morgane                       | Nous on veut des violons        | 20   | 11   |      |      | Frans                |
| 1993 | Barbara                       | Iemand als jij                  | 25   | 3    |      |      | Nederlands           |
| 1995 | Frédéric Etherlinck           | La voix est libre               | 20   | 8    |      |      | Frans                |
| 1996 | Lisa del Bo                   | Liefde is een kaartspel         | 16   | 22   |      |      | Nederlands           |
| 1998 | Mélanie Cohl                  | Dis oui                         | 6    | 122  |      |      | Frans                |
| 1999 | Vanessa Chinitor              | Like the wind                   | 12   | 38   |      |      | Engels               |
| 2000 | Nathalie Sorce                | Envie de vivre                  | 24   | 2    |      |      | Frans                |
| 2002 | Sergio & The Ladies           | Sister                          | 13   | 33   |      |      | Engels               |
| 2003 | Urban Trad                    | Sanomi                          | 2    | 165  |      |      | Verzonnen            |
| 2004 | Xandee                        | 1 life                          | 22   | 7    | X    | X    | Engels               |
| 2005 | Nuno Resende                  | Le grand soir                   | X    | X    | 22   | 29   | Frans                |
| 2006 | Kate Ryan                     | Je t'adore                      | X    | X    | 12   | 69   | Engels               |
| 2007 | The KMG's                     | Love power                      | X    | X    | 26   | 14   | Engels               |
| 2008 | Ishtar                        | O julissi                       | X    | X    | 17   | 16   | Verzonnen            |
| 2009 | Copycat                       | Copycat                         | X    | X    | 17   | 1    | Engels               |
| 2010 | Tom Dice                      | Me and my guitar                | 6    | 143  | 1    | 167  | Engels               |
| 2011 | Witloof Bay                   | With love baby                  | X    | X    | 11   | 53   | Engels               |
| 2012 | Iris                          | Would you                       | X    | X    | 17   | 16   | Engels               |
| 2013 | Roberto Bellarosa             | Love kills                      | 12   | 71   | 5    | 75   | Engels               |
| 2014 | Axel Hirsoux                  | Mother                          | X    | X    | 14   | 28   | Engels               |
| 2015 | Loïc Nottet                   | Rhythm inside                   | 4    | 217  | 2    | 149  | Engels               |
| 2016 | Laura Tesoro                  | What's the pressure             | 10   | 181  | 3    | 274  | Engels               |
| 2017 | Blanche                       | City lights                     | 4    | 363  | 4    | 165  | Engels               |
| 2018 | Sennek                        | A matter of time                | X    | X    | 12   | 91   | Engels               |
| 2019 | Eliot                         | Wake up                         | X    | X    | 13   | 70   | Engels               |
| 2021 | Hooverphonic                  | The wrong place                 | 19   | 74   | 9    | 117  | Engels               |
| 2022 | Jérémie Makiese               | Miss you                        | 19   | 64   | 8    | 151  | Engels               |
| 2023 | Gustaph                       | Because of you                  | 7    | 182  | 8    | 90   | Engels               |
| 2024 | Mustii                        | Before the party's over         | X    | X    | 13   | 18   | Engels               |
| 2025 | Red Sebastian                 | Strobe lights                   | X    | X    | 14   | 23   | Engels               |
| 2026 |                               |                                 |      |      |      |      |                      |

| Kleur | Betekenis      |
| ----- | -------------- |
|       | Eerste plaats  |
|       | Tweede plaats  |
|       | Derde plaats   |
|       | Laatste plaats |
|       | Gastland       |

## Gegeven en gekregen punten

### Finale (1975-2025)
| Plaats | Land                  | Punten |
| ------ | --------------------- | ------ |
| 1      | Nederland             | 203    |
| 2      | Frankrijk             | 149    |
| 3      | Ierland               | 140    |
| 4      | Portugal              | 134    |
| 5      | Verenigd Koninkrijk   | 133    |
| 6      | Spanje                | 123    |
| 7      | Duitsland             | 115    |
| 8      | Finland               | 105    |
| 9      | Noorwegen             | 97     |
| 10     | Zweden                | 93     |
| 11     | Denemarken            | 92     |
| 12     | Israël                | 86     |
| 13     | Zwitserland           | 83     |
| 14     | Griekenland           | 77     |
| 15     | Oostenrijk            | 72     |
| 16     | Polen                 | 71     |
| 17     | Italië                | 70     |
| 18     | Luxemburg             | 65     |
| 19     | Turkije               | 63     |
| 20     | IJsland               | 61     |
| 21     | Cyprus                | 56     |
| 22     | Australië             | 54     |
| 23     | Estland               | 52     |
| 24     | Litouwen              | 50     |
| 25     | Slovenië              | 47     |
| 26     | Letland               | 44     |
| 27     | Joegoslavië           | 42     |
| 28     | Monaco                | 37     |
| 29     | Rusland               | 36     |
| 30     | Oekraïne              | 34     |
| 31     | San Marino            | 30     |
| 32     | Georgië               | 28     |
| 32     | Servië                | 28     |
| 34     | Hongarije             | 27     |
| 35     | Roemenië              | 26     |
| 36     | Malta                 | 25     |
| 37     | Noord-Macedonië       | 24     |
| 38     | Bulgarije             | 20     |
| 39     | Wit-Rusland           | 18     |
| 40     | Slowakije             | 16     |
| 41     | Tsjechië              | 15     |
| 42     | Albanië               | 13     |
| 42     | Armenië               | 13     |
| 42     | Moldavië              | 13     |
| 42     | Montenegro            | 13     |
| 46     | Kroatië               | 11     |
| 47     | Bosnië en Herzegovina | 10     |
| 48     | Azerbeidzjan          | 7      |
| 49     | Andorra               | 1      |
| 50     | Marokko               | 0      |
| 50     | Rest van de wereld    | 0      |
| 50     | Servië en Montenegro  | 0      |

| Plaats | Land                  | Punten |
| ------ | --------------------- | ------ |
| 1      | Frankrijk             | 231    |
| 2      | Zweden                | 222    |
| 3      | Verenigd Koninkrijk   | 205    |
| 4      | Nederland             | 204    |
| 5      | Italië                | 181    |
| 6      | Duitsland             | 178    |
| 7      | Ierland               | 170    |
| 8      | Spanje                | 169    |
| 8      | Zwitserland           | 169    |
| 10     | Israël                | 168    |
| 11     | Noorwegen             | 157    |
| 12     | Oostenrijk            | 148    |
| 13     | Griekenland           | 109    |
| 14     | Turkije               | 108    |
| 15     | Denemarken            | 90     |
| 16     | Finland               | 81     |
| 17     | Luxemburg             | 77     |
| 17     | Portugal              | 77     |
| 19     | Oekraïne              | 71     |
| 20     | Armenië               | 69     |
| 21     | Joegoslavië           | 63     |
| 22     | IJsland               | 58     |
| 22     | Malta                 | 58     |
| 24     | Rusland               | 56     |
| 25     | Cyprus                | 54     |
| 26     | Polen                 | 46     |
| 27     | Monaco                | 40     |
| 28     | Australië             | 39     |
| 28     | Bulgarije             | 39     |
| 28     | Letland               | 39     |
| 31     | Roemenië              | 38     |
| 32     | Albanië               | 32     |
| 33     | Azerbeidzjan          | 30     |
| 34     | Estland               | 26     |
| 34     | Kroatië               | 26     |
| 36     | Moldavië              | 24     |
| 37     | Tsjechië              | 19     |
| 38     | Georgië               | 18     |
| 38     | Servië                | 18     |
| 40     | Hongarije             | 15     |
| 41     | Litouwen              | 11     |
| 42     | Bosnië en Herzegovina | 8      |
| 43     | Slovenië              | 4      |
| 44     | Servië en Montenegro  | 3      |
| 45     | Andorra               | 0      |
| 45     | Marokko               | 0      |
| 45     | Montenegro            | 0      |
| 45     | Noord-Macedonië       | 0      |
| 45     | San Marino            | 0      |
| 45     | Slowakije             | 0      |
| 45     | Wit-Rusland           | 0      |

| Aantal | Land                | Jaar                           |
| ------ | ------------------- | ------------------------------ |
| 5      | Frankrijk           | 1978, 1984, 1986, 2003, 2015   |
| 4      | Ierland             | 1978, 1986, 2016 (j), 2017 (j) |
| 4      | Nederland           | 1977, 2013, 2015, 2016 (t)     |
| 3      | Australië           | 2016 (j), 2016 (t), 2023 (j)   |
| 3      | Polen               | 1998, 2003, 2017 (t)           |
| 2      | Finland             | 1976, 1986                     |
| 2      | Griekenland         | 1978, 2023 (j)                 |
| 2      | Spanje              | 1996, 2003                     |
| 1      | Duitsland           | 2010                           |
| 1      | Estland             | 2017 (t)                       |
| 1      | Georgië             | 2023 (j)                       |
| 1      | Hongarije           | 2015                           |
| 1      | Letland             | 2017 (t)                       |
| 1      | Luxemburg           | 1984                           |
| 1      | Monaco              | 1978                           |
| 1      | Portugal            | 1986                           |
| 1      | Turkije             | 1986                           |
| 1      | Verenigd Koninkrijk | 1978                           |
| 1      | Zweden              | 2017 (t)                       |

| Aantal | Land                | Jaar                                               |
| ------ | ------------------- | -------------------------------------------------- |
| 8      | Verenigd Koninkrijk | 1976, 1977, 1988, 1990, 1992, 1993, 1996, 2022 (j) |
| 5      | Nederland           | 1998, 1999, 2013, 2018 (t), 2019 (t)               |
| 5      | Oostenrijk          | 1989, 2014, 2018 (j), 2023 (j), 2025 (j)           |
| 4      | Ierland             | 1975, 1980, 1984, 1987                             |
| 4      | Turkije             | 2003, 2004, 2007, 2009                             |
| 4      | Zwitserland         | 1982, 1986, 1991, 2021 (j)                         |
| 3      | Frankrijk           | 2011, 2021 (t), 2024 (j)                           |
| 3      | Israël              | 1978, 2024 (t), 2025 (t)                           |
| 3      | Spanje              | 1979, 1995, 2002                                   |
| 3      | Zweden              | 2012, 2015, 2017 (j)                               |
| 2      | Armenië             | 2006, 2008                                         |
| 2      | Griekenland         | 2005, 2010                                         |
| 1      | Australië           | 2016 (j)                                           |
| 1      | Denemarken          | 1981                                               |
| 1      | Finland             | 2023 (t)                                           |
| 1      | Italië              | 2019 (j)                                           |
| 1      | Joegoslavië         | 1983                                               |
| 1      | Letland             | 2000                                               |
| 1      | Noorwegen           | 1985                                               |
| 1      | Oekraïne            | 2022 (t)                                           |
| 1      | Polen               | 2016 (t)                                           |
| 1      | Portugal            | 2017 (t)                                           |

### Halve finale (2004-2025)
| Plaats | Land                  | Punten |
| ------ | --------------------- | ------ |
| 1      | Nederland             | 83     |
| 2      | Estland               | 64     |
| 2      | Slovenië              | 64     |
| 4      | Portugal              | 56     |
| 4      | Spanje                | 56     |
| 6      | Litouwen              | 54     |
| 7      | Polen                 | 52     |
| 8      | Australië             | 51     |
| 9      | Denemarken            | 50     |
| 10     | Frankrijk             | 49     |
| 11     | Georgië               | 47     |
| 12     | Finland               | 45     |
| 13     | IJsland               | 44     |
| 13     | Zweden                | 44     |
| 15     | Ierland               | 42     |
| 16     | Albanië               | 41     |
| 17     | Cyprus                | 40     |
| 18     | Israël                | 39     |
| 18     | Rusland               | 39     |
| 20     | Bulgarije             | 38     |
| 21     | Letland               | 37     |
| 22     | Italië                | 36     |
| 23     | Duitsland             | 35     |
| 23     | Wit-Rusland           | 35     |
| 25     | Noord-Macedonië       | 34     |
| 26     | Servië                | 33     |
| 27     | Verenigd Koninkrijk   | 32     |
| 28     | Moldavië              | 31     |
| 29     | Oekraïne              | 30     |
| 29     | Oostenrijk            | 30     |
| 31     | Roemenië              | 28     |
| 31     | Tsjechië              | 28     |
| 33     | Griekenland           | 27     |
| 34     | San Marino            | 26     |
| 35     | Armenië               | 24     |
| 35     | Azerbeidzjan          | 24     |
| 37     | Malta                 | 19     |
| 38     | Montenegro            | 18     |
| 39     | Noorwegen             | 16     |
| 40     | Zwitserland           | 15     |
| 41     | Bosnië en Herzegovina | 12     |
| 42     | Hongarije             | 10     |
| 42     | Slowakije             | 10     |
| 44     | Kroatië               | 8      |
| 45     | Andorra               | 7      |
| 46     | Monaco                | 6      |
| 47     | Rest van de wereld    | 5      |
| 48     | Luxemburg             | 0      |
| 48     | Servië en Montenegro  | 0      |
| 48     | Turkije               | 0      |

| Plaats | Land                  | Punten |
| ------ | --------------------- | ------ |
| 1      | Nederland             | 106    |
| 2      | Zweden                | 87     |
| 3      | Armenië               | 86     |
| 4      | Polen                 | 76     |
| 5      | Australië             | 72     |
| 6      | Griekenland           | 66     |
| 7      | Portugal              | 64     |
| 8      | Israël                | 63     |
| 9      | Oekraïne              | 60     |
| 10     | Albanië               | 56     |
| 11     | IJsland               | 54     |
| 12     | Estland               | 53     |
| 13     | Rusland               | 52     |
| 14     | Roemenië              | 50     |
| 15     | Cyprus                | 49     |
| 15     | Ierland               | 49     |
| 17     | Tsjechië              | 47     |
| 18     | Litouwen              | 43     |
| 19     | Oostenrijk            | 38     |
| 20     | Hongarije             | 37     |
| 21     | Finland               | 36     |
| 22     | Turkije               | 32     |
| 23     | Denemarken            | 30     |
| 23     | Malta                 | 30     |
| 25     | Noorwegen             | 25     |
| 26     | Moldavië              | 22     |
| 26     | Servië                | 22     |
| 28     | Letland               | 21     |
| 28     | Slovenië              | 21     |
| 30     | Azerbeidzjan          | 18     |
| 30     | Bosnië en Herzegovina | 18     |
| 30     | Bulgarije             | 18     |
| 33     | Georgië               | 16     |
| 33     | Zwitserland           | 16     |
| 35     | San Marino            | 15     |
| 36     | Servië en Montenegro  | 7      |
| 37     | Slowakije             | 4      |
| 37     | Wit-Rusland           | 4      |
| 39     | Kroatië               | 2      |
| 40     | Andorra               | 0      |
| 40     | Luxemburg             | 0      |
| 40     | Monaco                | 0      |
| 40     | Montenegro            | 0      |
| 40     | Noord-Macedonië       | 0      |

| Aantal | Land        | Jaar               |
| ------ | ----------- | ------------------ |
| 2      | Australië   | 2016 (j), 2016 (t) |
| 2      | Denemarken  | 2015, 2016 (t)     |
| 2      | Portugal    | 2005, 2010         |
| 1      | Bulgarije   | 2018 (j)           |
| 1      | Duitsland   | 2010               |
| 1      | Finland     | 2015               |
| 1      | Frankrijk   | 2015               |
| 1      | Georgië     | 2007               |
| 1      | Ierland     | 2016 (j)           |
| 1      | IJsland     | 2010               |
| 1      | Malta       | 2010               |
| 1      | Nederland   | 2015               |
| 1      | Oostenrijk  | 2023 (t)           |
| 1      | Polen       | 2010               |
| 1      | San Marino  | 2025 (t)           |
| 1      | Slovenië    | 2016 (j)           |
| 1      | Wit-Rusland | 2016 (j)           |

| Aantal | Land       | Jaar                                 |
| ------ | ---------- | ------------------------------------ |
| 5      | Nederland  | 2004, 2005, 2013, 2024 (t), 2025 (t) |
| 4      | Armenië    | 2006, 2008, 2015, 2023 (t)           |
| 2      | Australië  | 2016 (j), 2019 (j)                   |
| 2      | Polen      | 2016 (t), 2022 (t)                   |
| 2      | Rusland    | 2012, 2021 (j)                       |
| 2      | Turkije    | 2007, 2009                           |
| 2      | Zweden     | 2011, 2017 (j)                       |
| 1      | Estland    | 2019 (t)                             |
| 1      | Hongarije  | 2014                                 |
| 1      | Ierland    | 2018 (t)                             |
| 1      | IJsland    | 2010                                 |
| 1      | Malta      | 2021 (t)                             |
| 1      | Oostenrijk | 2018 (j)                             |
| 1      | Portugal   | 2017 (t)                             |
| 1      | San Marino | 2022 (j)                             |

## Commentatoren

### Televisiecommentatoren
Traditiegetrouw wordt het Eurovisiesongfestival elk jaar uitgezonden door zowel de RTBF als de VRT. Ook in 1994, 1997 en 2001, toen België niet mocht deelnemen, zonden de twee Belgische openbare omroepen het festival uit. De presentatoren van dienst sedert 1956 zijn:
| Voor de RTBF: - 1956: Janine Lambotte - 1957: Janine Lambotte - 1958: Arlette Vincent - 1959: Paule Herreman - 1960: Georges Désir - 1961: Robert Beauvais - 1962: Nicole Védrès - 1963: Pierre Delhasse - 1964: Paule Herreman - 1965: Paule Herreman - 1966: Paule Herreman - 1967: Paule Herreman - 1968: Janine Lambotte - 1969: Paule Herreman - 1970: Claude Delacroix - 1971: Janine Lambotte - 1972: Arlette Vincent - 1973: Paule Herreman - 1974: Georges Désir - 1975: Paule Herreman - 1976: Georges Désir - 1977: Paule Herreman - 1978: Georges Désir - 1979: Paule Herreman - 1980: Jacques Mercier - 1981: Jacques Mercier - 1982: Jacques Mercier - 1983: Jacques Mercier - 1984: Jacques Mercier - 1985: Jacques Mercier - 1986: Patrick Duhamel - 1987: Claude Delacroix - 1988: Pierre Collard-Bovy - 1989: Jacques Mercier - 1990: Claude Delacroix - 1991: Claude Delacroix - 1992: Claude Delacroix - 1993: Claude Delacroix - 1994: Jean-Pierre Hautier - 1995: Jean-Pierre Hautier - 1996: Jean-Pierre Hautier en Sandra Kim - 1997: Jean-Pierre Hautier - 1998: Jean-Pierre Hautier - 1999: Jean-Pierre Hautier - 2000: Jean-Pierre Hautier - 2001: Jean-Pierre Hautier - 2002: Jean-Pierre Hautier - 2003: Jean-Pierre Hautier - 2004: Jean-Pierre Hautier - 2005: Jean-Pierre Hautier - 2006: Jean-Pierre Hautier - 2007: Jean-Pierre Hautier en Jean-Louis Lahaye - 2008: Jean-Pierre Hautier en Jean-Louis Lahaye - 2009: Jean-Pierre Hautier en Jean-Louis Lahaye - 2010: Jean-Pierre Hautier en Jean-Louis Lahaye - 2011: Jean-Pierre Hautier en Jean-Louis Lahaye - 2012: Jean-Pierre Hautier en Jean-Louis Lahaye - 2013: Maureen Louys en Jean-Louis Lahaye - 2014: Maureen Louys en Jean-Louis Lahaye - 2015: Maureen Louys en Jean-Louis Lahaye - 2016: Maureen Louys en Jean-Louis Lahaye - 2017: Maureen Louys en Jean-Louis Lahaye - 2018: Maureen Louys en Jean-Louis Lahaye - 2019: Maureen Louys en Jean-Louis Lahaye - 2021: Fanny Jandrain en Jean-Louis Lahaye - 2022: Maureen Louys en Jean-Louis Lahaye - 2023: Maureen Louys en Jean-Louis Lahaye - 2024: Maureen Louys en Jean-Louis Lahaye - 2025: Joëlle Scoriels en Jean-Louis Lahaye | Voor de VRT: - 1956: Nand Baert - 1957: Nic Bal - 1958: Nic Bal - 1959: Nic Bal - 1960: Nic Bal - 1961: Nic Bal - 1962: Willem Duys - 1963: Herman Verelst en Denise Maes - 1964: Herman Verelst - 1965: Herman Verelst - 1966: Herman Verelst - 1967: Herman Verelst - 1968: Herman Verelst - 1969: Herman Verelst - 1970: Jan Theys - 1971: Herman Verelst - 1972: Herman Verelst - 1973: Herman Verelst - 1974: Herman Verelst - 1975: Willem Duys - 1976: Luc Appermont - 1977: Luc Appermont - 1978: Luc Appermont - 1979: Luc Appermont - 1980: Luc Appermont - 1981: Luc Appermont - 1982: Luc Appermont - 1983: Luc Appermont - 1984: Luc Appermont - 1985: Luc Appermont - 1986: Luc Appermont - 1987: Luc Appermont - 1988: Luc Appermont - 1989: Luc Appermont - 1990: Luc Appermont - 1991: André Vermeulen - 1992: André Vermeulen - 1993: André Vermeulen - 1994: André Vermeulen - 1995: André Vermeulen - 1996: Michel Follet en Johan Verstreken - 1997: André Vermeulen - 1998: André Vermeulen en Andrea Croonenberghs - 1999: André Vermeulen en Bart Peeters - 2000: André Vermeulen en Anja Daems - 2001: André Vermeulen en Anja Daems - 2002: André Vermeulen en Bart Peeters - 2003: André Vermeulen en Anja Daems - 2004: André Vermeulen en Bart Peeters - 2005: André Vermeulen en Anja Daems - 2006: André Vermeulen en Bart Peeters - 2007: André Vermeulen en Anja Daems - 2008: André Vermeulen en Bart Peeters - 2009: André Vermeulen en Anja Daems - 2010: André Vermeulen en Bart Peeters - 2011: André Vermeulen en Sven Pichal - 2012: André Vermeulen en Peter Van de Veire - 2013: André Vermeulen en Tom De Cock - 2014: Peter Van de Veire en Eva Daeleman - 2015: Peter Van de Veire en Eva Daeleman - 2016: Peter Van de Veire - 2017: Peter Van de Veire - 2018: Peter Van de Veire - 2019: Peter Van de Veire - 2021: Peter Van de Veire - 2022: Peter Van de Veire - 2023: Peter Van de Veire - 2024: Peter Van de Veire - 2025: Peter Van de Veire |

### Radiocommentatoren
Van 1970 tot 1983 werd het Eurovisiesongfestival in Vlaanderen live op Radio 1 uitgezonden. Sinds 1984 zendt Radio 2 het programma uit. Voor de Franstalige Belgen wordt het Eurovisiesongfestival tegenwoordig uitgezonden op Auvio.
| Voor de RTBF: - 1970: Jacques Bauduin - 1971: André Hagon - 1972: André Hagon - 1973: André Hagon - 1974: Jacques Bauduin - 1975: Jacques Bauduin - 1976: onbekend - 1977: André Zaleski - 1978: Jacques Bauduin - 1979: Marc Danval - 1980: Marc Danval - 1981: Marc Danval - 1982: Marc Danval - 1983: Jacques Olivier - 1984: geen uitzending - 1985: Jacques Olivier - 1986: onbekend - 1987: Patrick Duhamel en Stéphane Dupont - 1988: Patrick Duhamel en Stéphane Dupont - 1989: Claude Delacroix - 1990: Patrick Duhamel en Stéphane Dupont - 1991: Stéphane Dupont - 1992: Patrick Duhamel en Stéphane Dupont - 1993: Patrick Duhamel en Stéphane Dupont - 1994: Patrick Duhamel - 1995: Patrick Duhamel en Stéphane Dupont - 1996: Alain Gerlache en Adrien Joveneau - 1997: Alain Gerlache en Adrien Joveneau - 1998: Alain Gerlache en Adrien Joveneau - 1999: Didier Mélon - 2000: Patrick Duhamel en Didier Mélon - 2001: Laurent Daube en Éric Russon - 2002: Laurent Daube en Éric Russon - 2003: Patrick Duhamel en Sophie Brems - 2004: Patrick Duhamel en Serges Otthiers - 2005: Patrick Duhamel en Carlo de Pascale - 2006: Patrick Duhamel en Thomas Gunzig - 2007: Patrick Duhamel en Corinne Boulangier - 2008: Patrick Duhamel en Corinne Boulangier - 2009: Patrick Duhamel en Corinne Boulangier - 2010: Patrick Duhamel en Corinne Boulangier - 2011: Éric Russon en Corinne Boulangier - 2012: Bernard De Wée - 2013: Olivier Gilain - 2014: Olivier Gilain - 2015: Olivier Gilain - 2016: Olivier Gilain - 2017: Olivier Gilain - 2018: Olivier Gilain - 2019: Jean-Marc Decerf - 2021: Fanny Jandrain en Jean-Louis Lahaye - 2022: Maureen Louys en Jean-Louis Lahaye - 2023: Maureen Louys en Jean-Louis Lahaye - 2024: Maureen Louys en Jean-Louis Lahaye - 2025: Joëlle Scoriels en Jean-Louis Lahaye | Voor de VRT: - 1970: Nand Baert - 1971: Nand Baert - 1972: Nand Baert en Jan Theys - 1973: Nand Baert en Jan Theys - 1974: Nand Baert en Jan Theys - 1975: Nand Baert en Jan Theys - 1976: Nand Baert en Jan Theys - 1977: Nand Baert en Herwig Haes - 1978: Nand Baert en Herwig Haes - 1979: Nand Baert en Herwig Haes - 1980: Herwig Haes - 1981: Herwig Haes - 1982: Herwig Haes - 1983: Julien Put - 1984: Els van Herzeele - 1985: Paul De Meulder - 1986: Julien Put - 1987: Rita Jaenen - 1988: Eric Baeyens - 1989: Ann Leperre - 1990: Julien Put - 1991: Julien Put en Marc Brillouet - 1992: Julien Put en Marc Brillouet - 1993: Julien Put en Marc Brillouet - 1994: Julien Put en Marc Brillouet - 1995: Guy De Pré - 1996: Guy De Pré - 1997: Guy De Pré - 1998: Guy De Pré - 1999: Guy De Pré - 2000: Julien Put en Michel Follet - 2001: Julien Put en Michel Follet - 2002: Julien Put en Michel Follet - 2003: Julien Put en Michel Follet - 2004: Julien Put en Michel Follet - 2005: Julien Put en Michel Follet - 2006: Michel Follet en Sven Pichal - 2007: Michel Follet en Sven Pichal - 2008: Michel Follet en Sven Pichal - 2009: Michel Follet - 2010: Michel Follet en Sven Pichal - 2011: Michel Follet en Kristien Maes - 2012: André Vermeulen en Peter Van de Veire - 2013: André Vermeulen en Tom De Cock - 2014: Caren Meynen - 2015: Caren Meynen - 2016: Caren Meynen - 2017: Caren Meynen en Vanessa Vanhove - 2018: Caren Meynen en Vanessa Vanhove - 2019: David Van Ooteghem en Bart Verbeeck - 2021: Anja Daems en Bart Verbeeck - 2022: Peter Van de Veire - 2023: Peter Van de Veire - 2024: Peter Van de Veire - 2025: Peter Van de Veire |

## Puntengevers
De punten van de nationale jury's worden steeds verkondigd door middel van één persoon. Tot 1993 gebeurde dit per telefoon. Sinds 1994 worden de punten per communicatiesatelliet doorgegeven. De woordvoerders worden sindsdien ook in beeld gebracht. De personen die namens de Belgische jury's en televoters de punten hebben voorgelezen, zijn als volgt:
| - 1956: geen puntenverdeling - 1957: Bert Leysen - 1958: Paule Herreman - 1959: Bert Leysen - 1960: Arlette Vincent - 1961: onbekend - 1962: Arlette Vincent - 1963: onbekend - 1964: André Hagon - 1965: Nand Baert - 1966: André Hagon - 1967: Eugène Senelle - 1968: André Hagon - 1969: Eugène Senelle - 1970: André Hagon - 1971: onbekend - 1972: onbekend - 1973: onbekend - 1974: André Hagon - 1975: Ward Bogaert - 1976: André Hagon - 1977: An Ploegaerts - 1978: André Hagon - 1979: An Ploegaerts - 1980: Jacques Olivier - 1981: Walter De Meyere - 1982: Jacques Olivier - 1983: An Ploegaerts - 1984: Jacques Olivier - 1985: An Ploegaerts - 1986: Jacques Olivier - 1987: An Ploegaerts - 1988: Jacques Olivier - 1989: An Ploegaerts - 1990: Jacques Olivier | - 1991: An Ploegaerts - 1992: Jacques Olivier - 1993: An Ploegaerts - 1994: geen Belgische deelname - 1995: Marie-Françoise Renson - 1996: An Ploegaerts - 1997: geen Belgische deelname - 1998: Marie-Hélène Vanderborght - 1999: Sabine De Vos - 2000: Thomas Van Hamme - 2001: geen Belgische deelname - 2002: Geena Lisa - 2003: Corinne Boulangier - 2004: Martine Prenen - 2005: Armelle Gysen - 2006: Yasmine - 2007: Maureen Louys - 2008: Sandrine Van Handenhoven - 2009: Maureen Louys - 2010: Katja Retsin - 2011: Maureen Louys - 2012: Peter Van de Veire - 2013: Barbara Louys - 2014: Angelique Vlieghe - 2015: Oualid Ouahabi - 2016: Umesh Vangaver - 2017: Fanny Gillard - 2018: Danira Boukhriss - 2019: David Jeanmotte - 2021: Danira Boukhriss - 2022: David Jeanmotte - 2023: Bart Cannaerts - 2024: Livia Dushkoff - 2025: Manu Van Acker |

## Dirigenten
Tot en met het songfestival van 1998 werden de liedjes live met een orkest ten gehore gebracht. Elk land bracht traditiegetrouw steeds zijn eigen dirigent mee. De dirigenten bij de Belgische inzendingen waren:
| - 1956: Léo Souris - 1957: Willy Berking - 1958: Dolf van der Linden - 1959: Francis Bay - 1960: Henri Segers - 1961: Francis Bay - 1962: Henri Segers - 1963: Francis Bay - 1964: Henri Segers - 1965: Gaston Nuyts - 1966: Jean Roderes - 1967: Francis Bay - 1968: Henri Segers - 1969: Francis Bay - 1970: Jacques Say - 1971: Francis Bay - 1972: Henri Segers - 1973: Francis Bay - 1974: Pierre Chiffre - 1975: Francis Bay - 1976: Michel Bernholc - 1977: Alyn Ainsworth | - 1978: Jean Musy - 1979: Francis Bay - 1980: geen gebruik van orkest - 1981: Giuseppe Marchese - 1982: Jacques Say - 1983: Freddy Sunder - 1984: Jo Carlier - 1985: Curt-Eric Holmquist - 1986: Jo Carlier - 1987: Freddy Sunder - 1988: Dany Willem - 1989: Freddy Sunder - 1990: Rony Brack - 1991: Roland Verloven - 1992: Frank Fiévez - 1993: Bert Candries - 1994: geen Belgische deelname - 1995: Alec Mansion - 1996: Bob Porter - 1997: geen Belgische deelname - 1998: geen gebruik van orkest |

De West-Duitse dirigent Willy Berking dirigeerde in 1957 de inzendingen van België, Luxemburg en Zwitserland, omdat deze landen geen eigen dirigent naar Frankfurt am Main afgevaardigd hadden. Een jaar daarna deed Dolf van der Linden in Hilversum hetzelfde voor Luxemburg, Zweden, België en West-Duitsland. Ook bij het Eurovisiesongfestival 1985 in Göteborg werd geen aparte dirigent voor België afgevaardigd en had de Zweedse huisdirigent Curt-Eric Holmquist de leiding over het orkest. Bij de nummers Euro-vision van Telex in 1980 en Dis oui van Mélanie Cohl in 1998 werd geen gebruik gemaakt van het orkest en dus geen dirigent ingezet.

## Kijkcijfers
Traditioneel is de interesse voor het Eurovisiesongfestival in het Nederlandstalige landsgedeelte groter dan in Franstalig België. Cijfers die vetgedrukt zijn, impliceren dat België deelnam aan deze show.
| Voor de RTBF: - 1982: onbekend - 1983: onbekend - 1984: onbekend - 1985: onbekend - 1986: onbekend - 1987: onbekend - 1988: onbekend - 1989: onbekend - 1990: onbekend - 1991: onbekend - 1992: onbekend - 1993: onbekend - 1994: onbekend - 1995: onbekend - 1996: onbekend - 1997: onbekend - 1998: 933.000 - 1999: onbekend - 2000: onbekend - 2001: onbekend - 2002: 464.000 - 2003: 487.000 - 2004: 494.000 (HF: onbekend) - 2005: 199.000 (HF: onbekend) - 2006: 230.000 (HF: 242.000) - 2007: 176.055 (HF: 200.000) - 2008: 163.297 (HF1: 168.000; HF2: onbekend) - 2009: 215.632 (HF1: 224.824; HF2: onbekend) - 2010: 310.151 (HF1: 168.422; HF2: 110.176) - 2011: 185.667 (HF1: 93.482; HF2: 201.558) - 2012: 159.896 (HF1: 209.800; HF2: 109.100) - 2013: 371.335 (HF1: 365.897; HF2: 146.600) - 2014: 173.231 (HF1: 335.347; HF2: 50.165) - 2015: 527.171 (HF1: 414.100; HF2: 56.495) - 2016: 406.448 (HF1: 170.844, HF2: 325.512) - 2017: 497.957 (HF1: 363.945, HF2: onbekend) - 2018: 206.154 (HF1: 255.338, HF2: onbekend) - 2019: 249.596 (HF1: 230.945, HF2: 133.523) - 2021: 442.972 (HF1: 289.154, HF2: 88.960) - 2022: 352.324 (HF1: 107.969, HF2: 277.896) - 2023: 313.430 (HF1: 89.659, HF2: 252.115) - 2024: 263.339 (HF1: 134.660, HF2: 343.069) - 2025: 289.623 (HF1: 266.043, HF2: 159.685) | Voor de VRT: - 1982: 2.054.000 - 1983: onbekend - 1984: onbekend - 1985: onbekend - 1986: 2.485.000 - 1987: 2.610.000 - 1988: onbekend - 1989: 1.921.000 - 1990: 934.000 - 1991: 2.150.000 - 1992: 1.486.000 - 1993: 1.401.000 - 1994: onbekend - 1995: 950.000 - 1996: 1.699.000 - 1997: 814.446 - 1998: 1.118.243 - 1999: 1.399.250 - 2000: 862.215 - 2001: 485.310 - 2002: 1.812.073 - 2003: 1.431.219 - 2004: 1.838.119 (HF: 781.000) - 2005: 753.645 (HF: 641.000) - 2006: 1.025.995 (HF: 1.147.000) - 2007: 607.679 (HF: 532.400) - 2008: 442.508 (HF1: 868.347; HF2: 47.280) - 2009: 797.925 (HF1: 642.178; HF2: onbekend) - 2010: 1.330.076 (HF1: 693.090; HF2: 605.443) - 2011: 481.943 (HF1: 458.995; HF2: 632.547) - 2012: 561.568 (HF1: 748.001; HF2: 370.235) - 2013: 970.089 (HF1: 721.088; HF2: 632.188) - 2014: 655.902 (HF1: 864.431; HF2: 515.137) - 2015: 1.246.367 (HF1: 819.781; HF2: 600.285) - 2016: 1.531.589 (HF1: 639.856, HF2: 997.310) - 2017: 1.242.220 (HF1: 817.865, HF2: 604.934) - 2018: 685.161 (HF1: 846.210, HF2: 567.983) - 2019: 710.486 (HF1: 765.862, HF2: onbekend) - 2021: 1.479.65 (HF1: 999.950, HF2: 646.843) - 2022: 1.066.869 (HF1: 577.026, HF2: 705.152) - 2023: 1.320.752 (HF1: 549.298, HF2: 1.044.366) - 2024: 861.423 (HF1: 614.423, HF2: 973.860) - 2025: 663.011 (HF1: 914.210, HF2: 394.274) |

## Festivals in België
| Jaar | Plaats  | Zaal            | Presentatrice |
| ---- | ------- | --------------- | ------------- |
| 1987 | Brussel | Eeuwfeestpaleis | Viktor Lazlo  |

## Fotogalerij

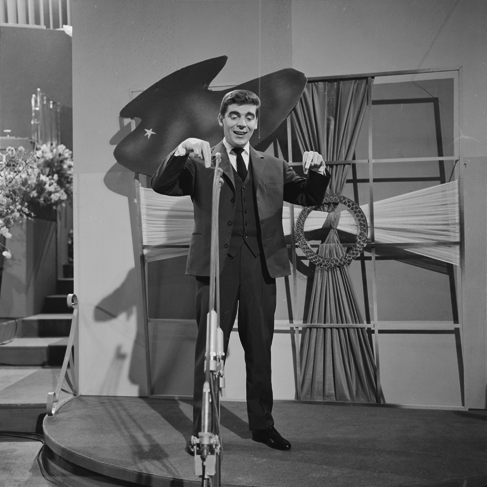
Fud Leclerc in Hilversum (1958)
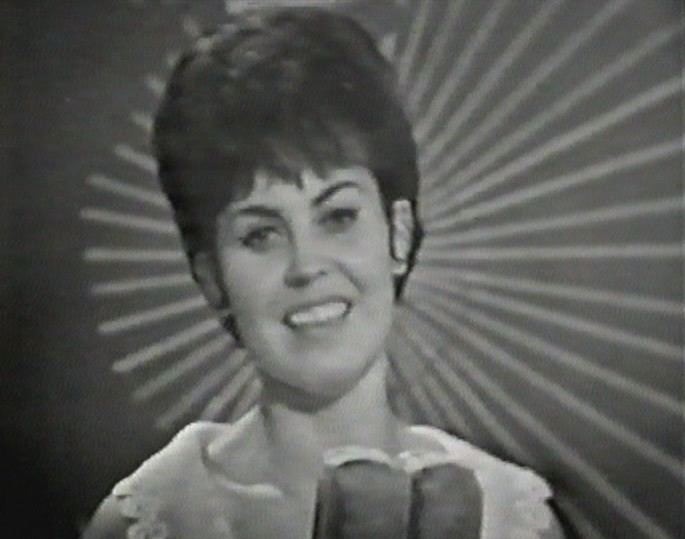
Lize Marke in Napels (1965)
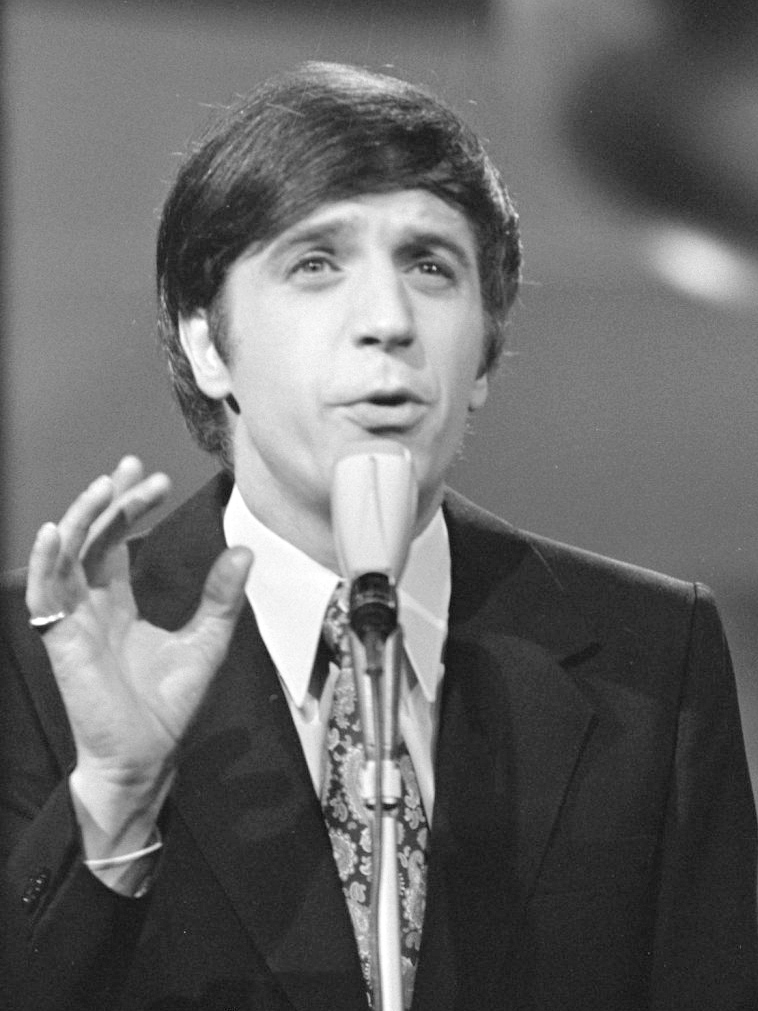
Jean Vallée in Amsterdam (1970)
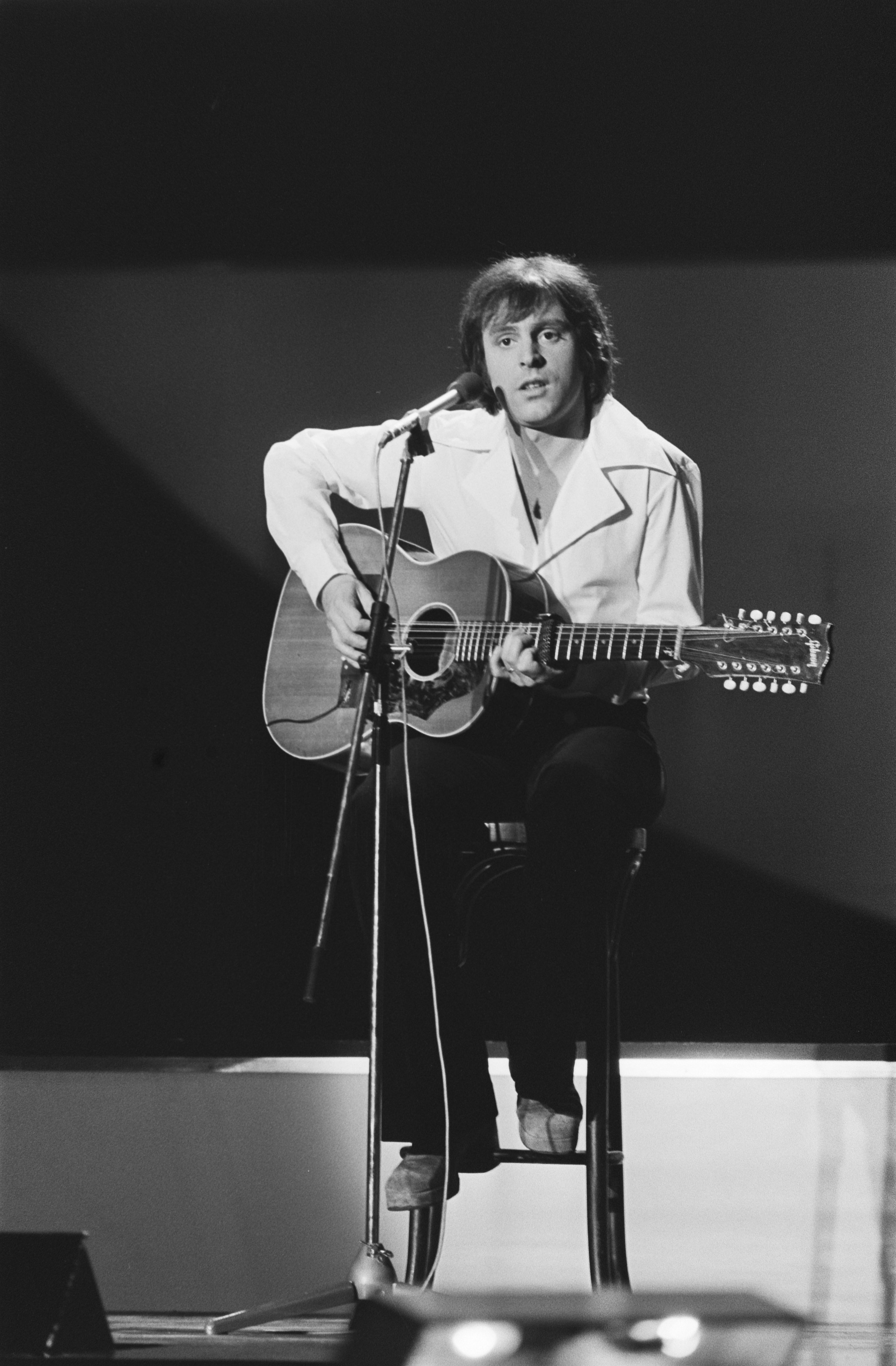
Pierre Rapsat in Den Haag (1976)
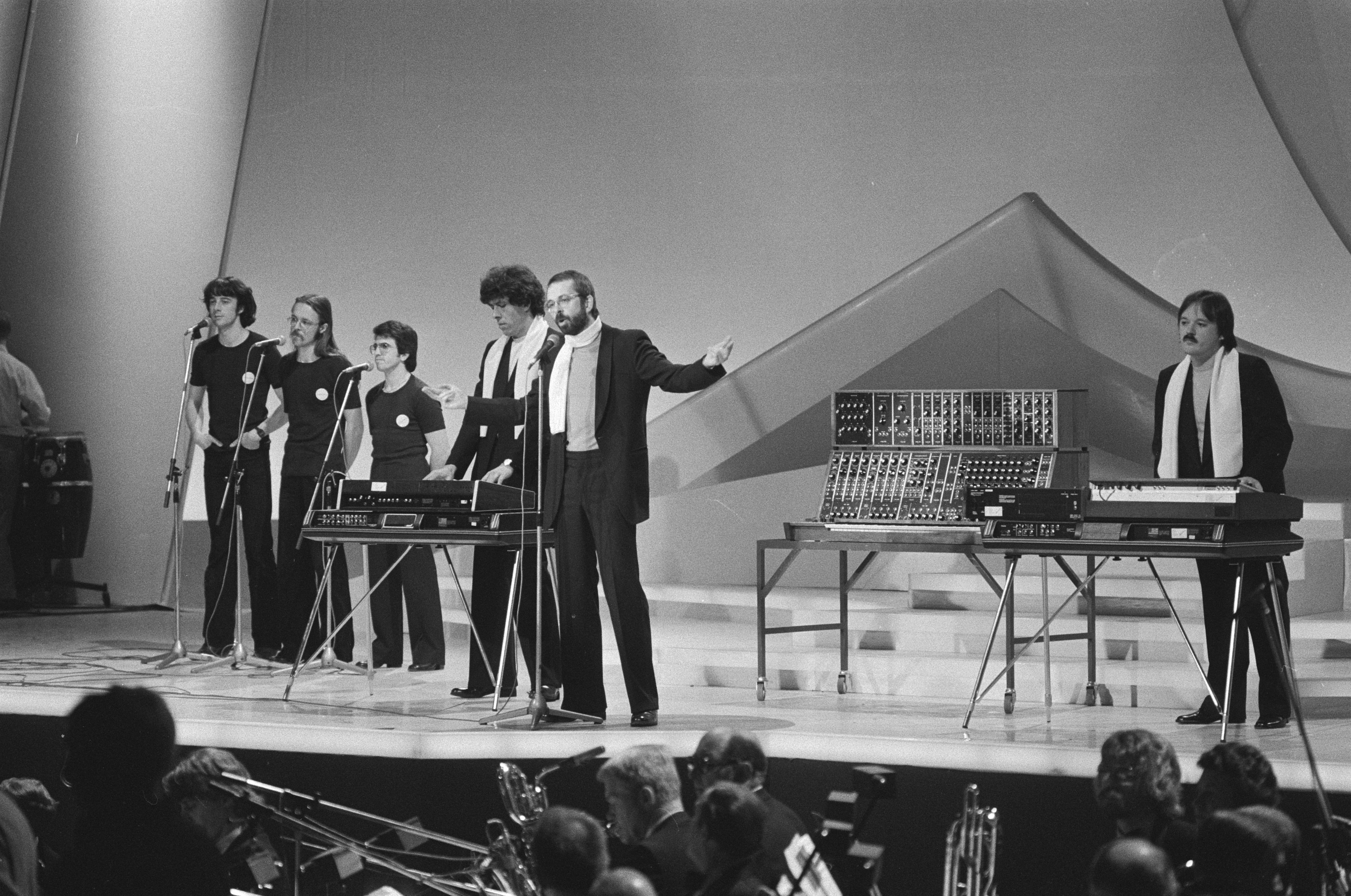
Telex in Den Haag (1980)
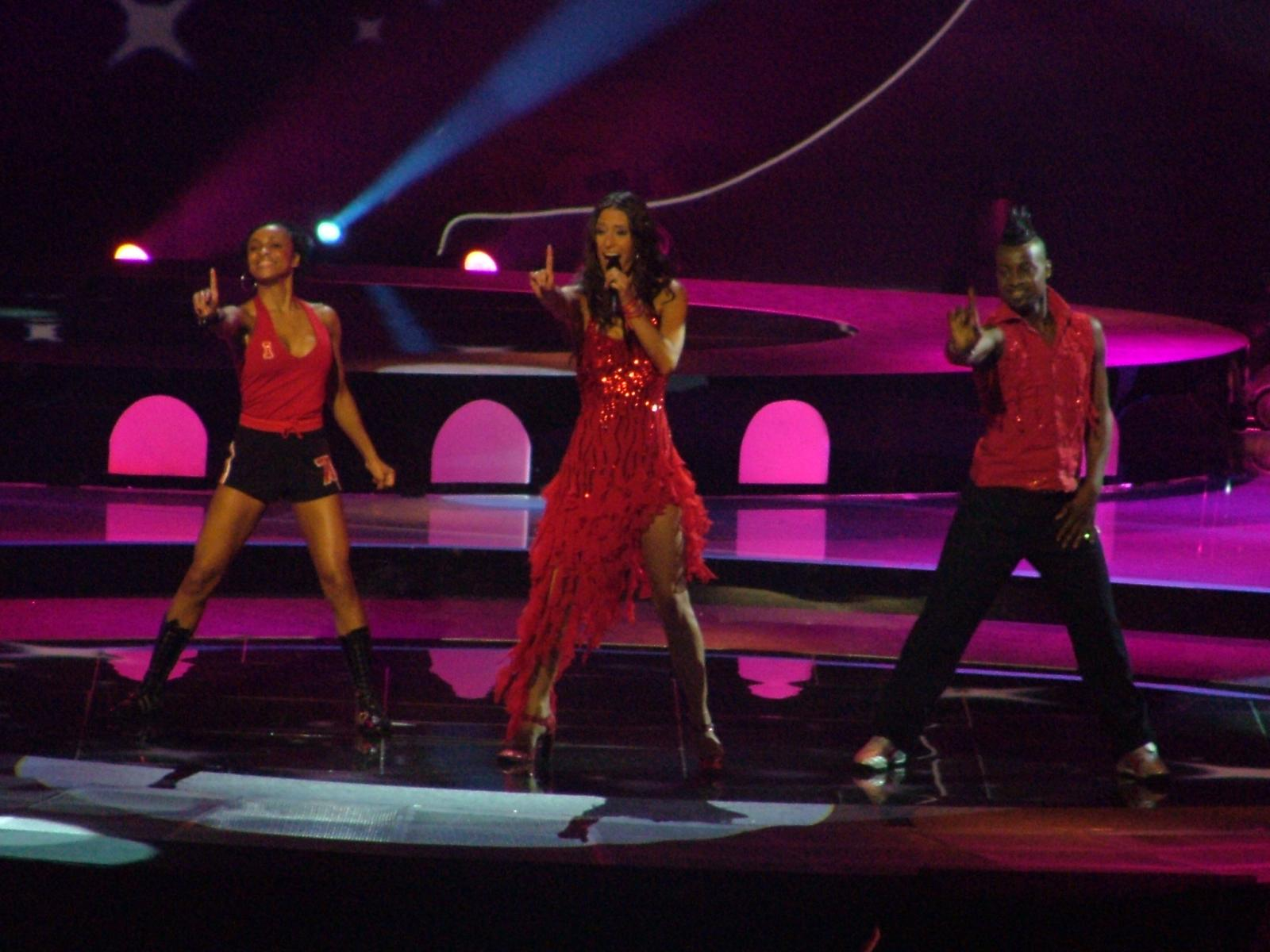
Xandee in Istanboel (2004)
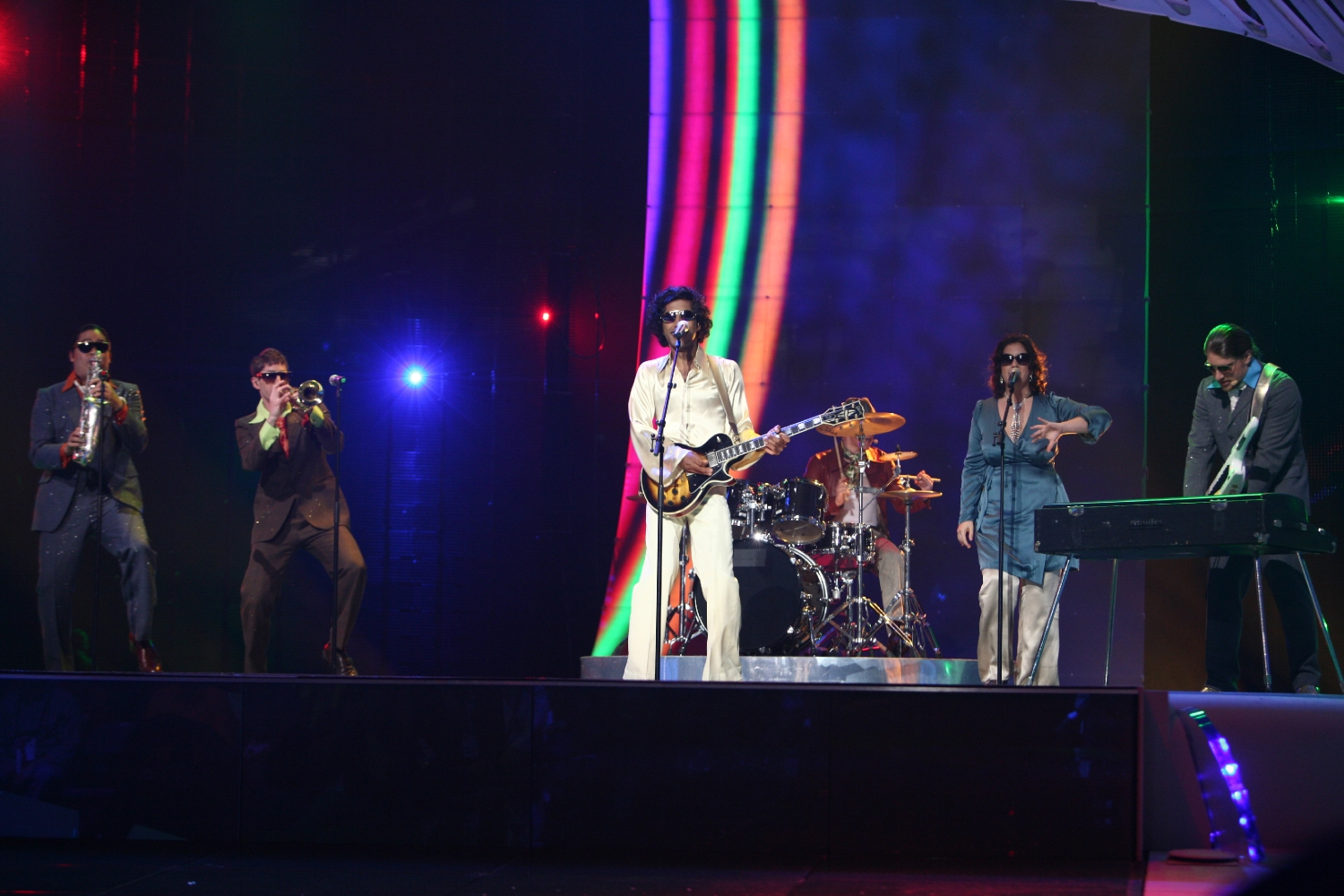
The KMG's in Helsinki (2007)
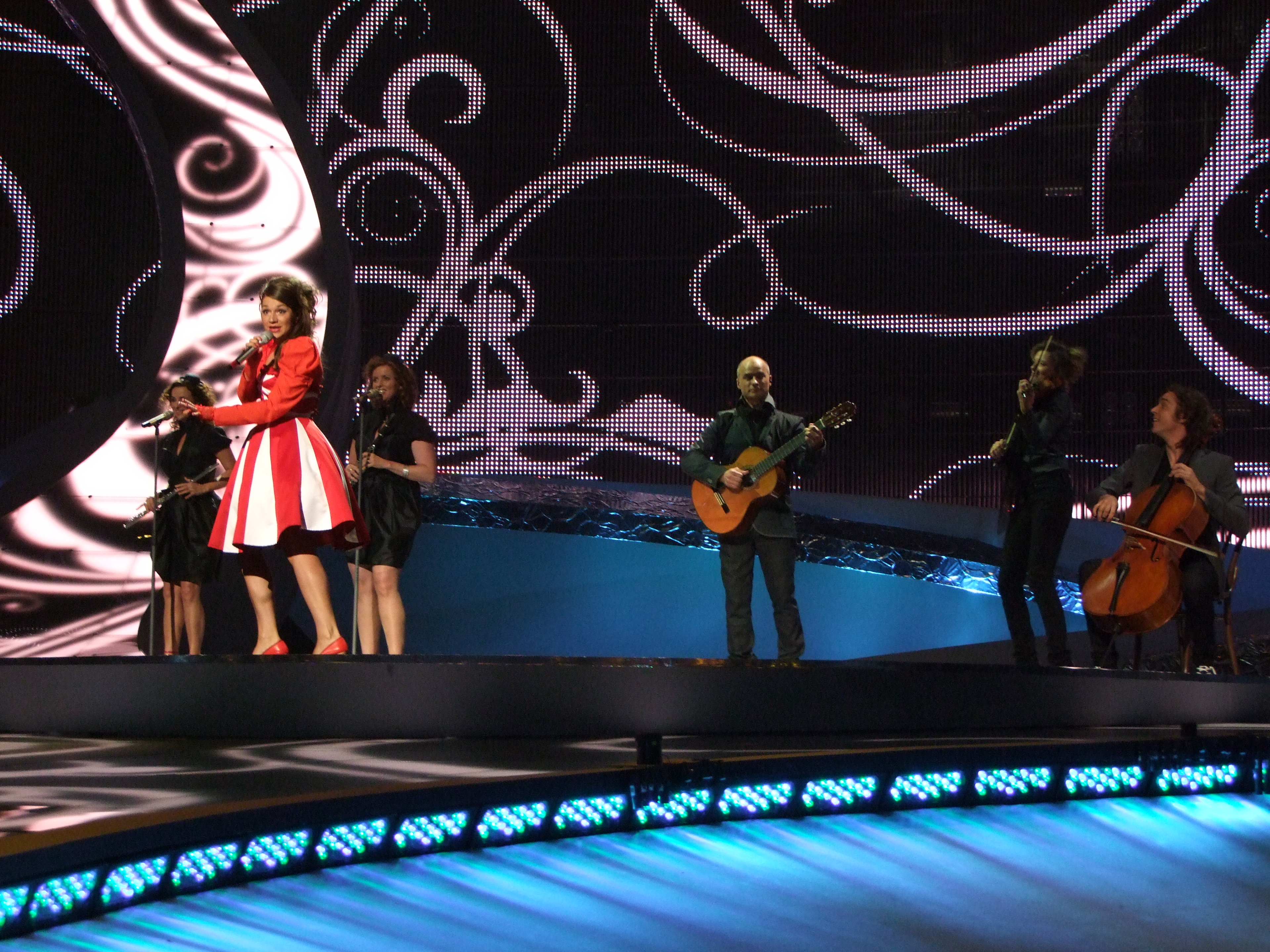
Ishtar in Belgrado (2008)
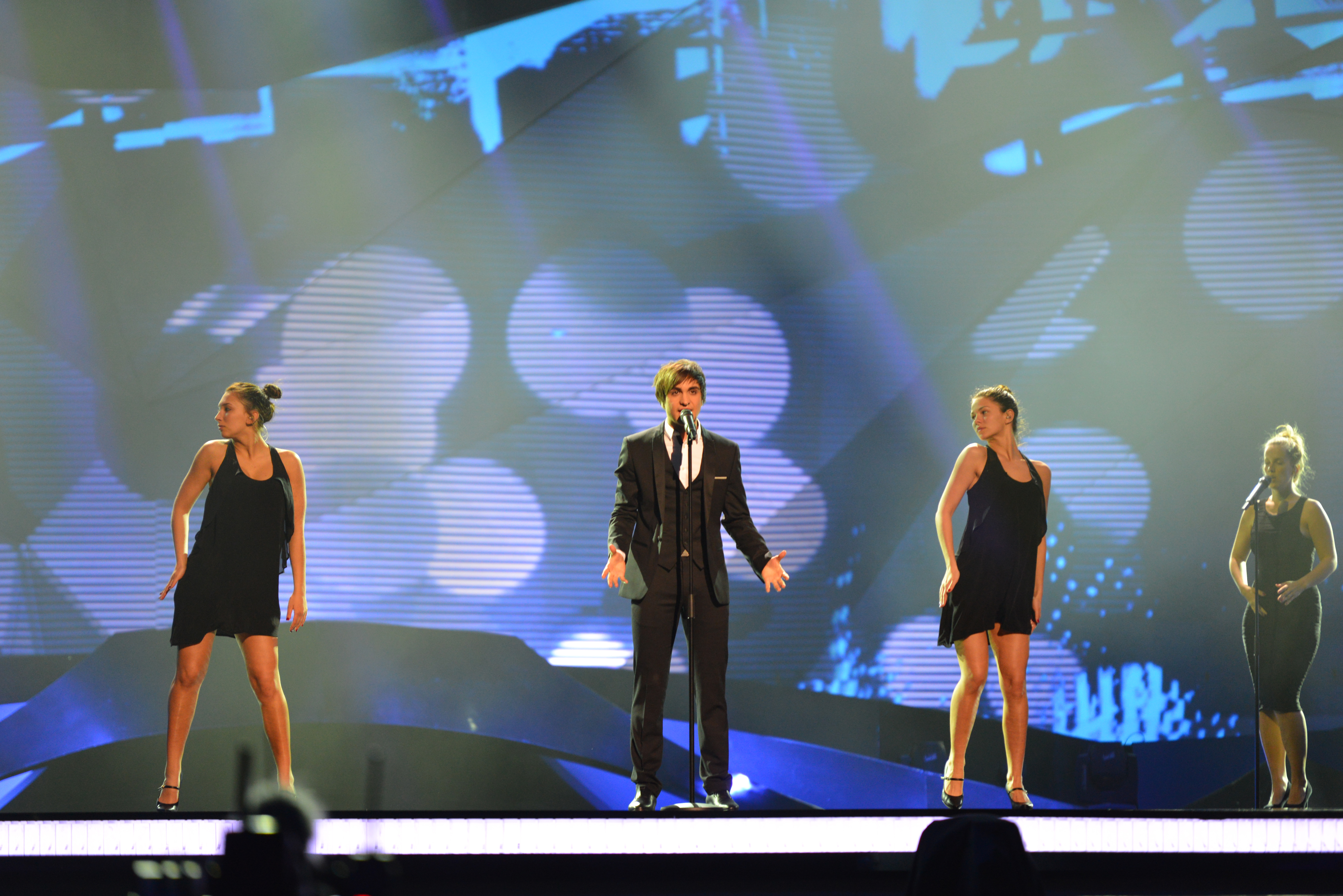
Roberto Bellarosa in Malmö (2013)
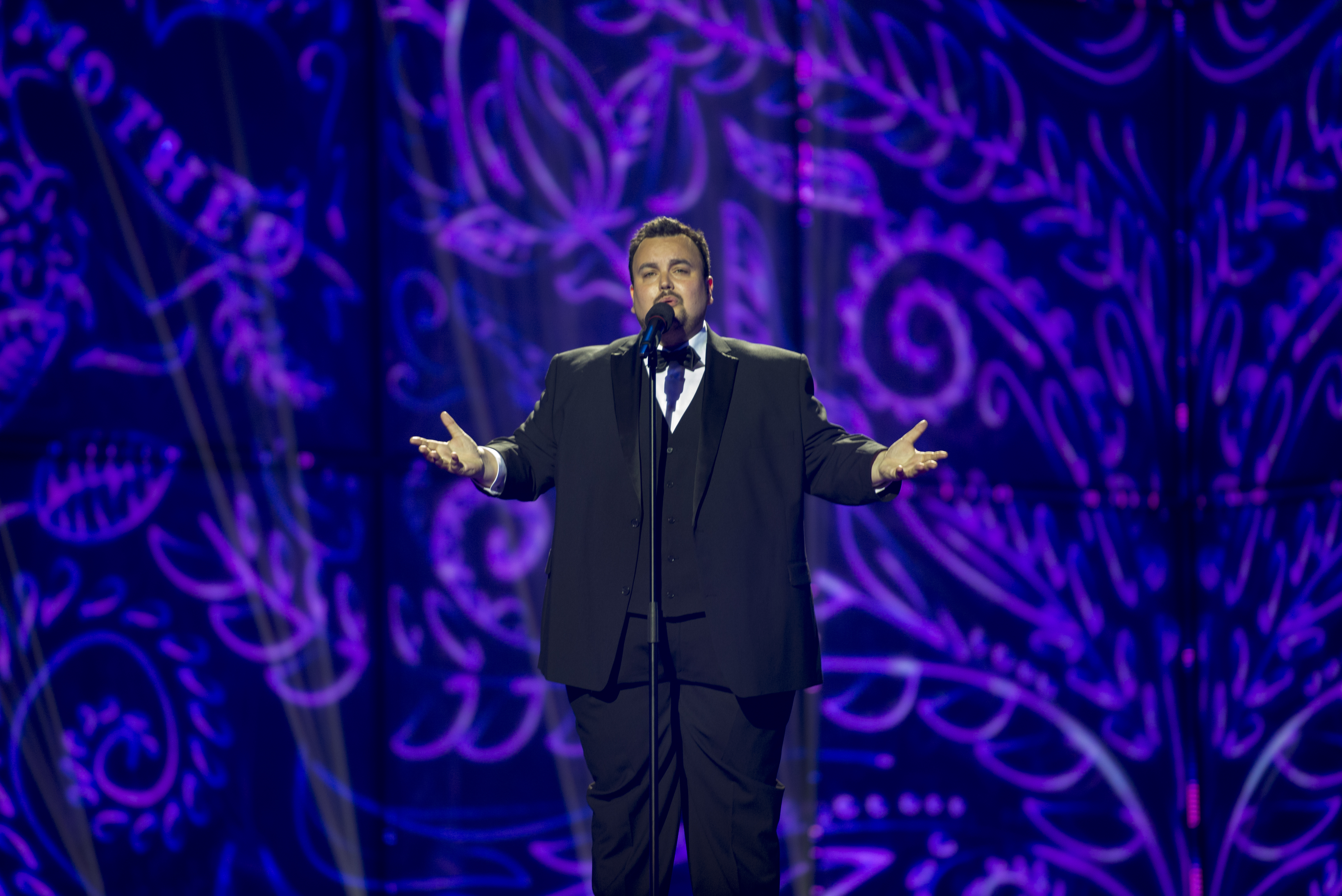
Axel Hirsoux in Kopenhagen (2014)
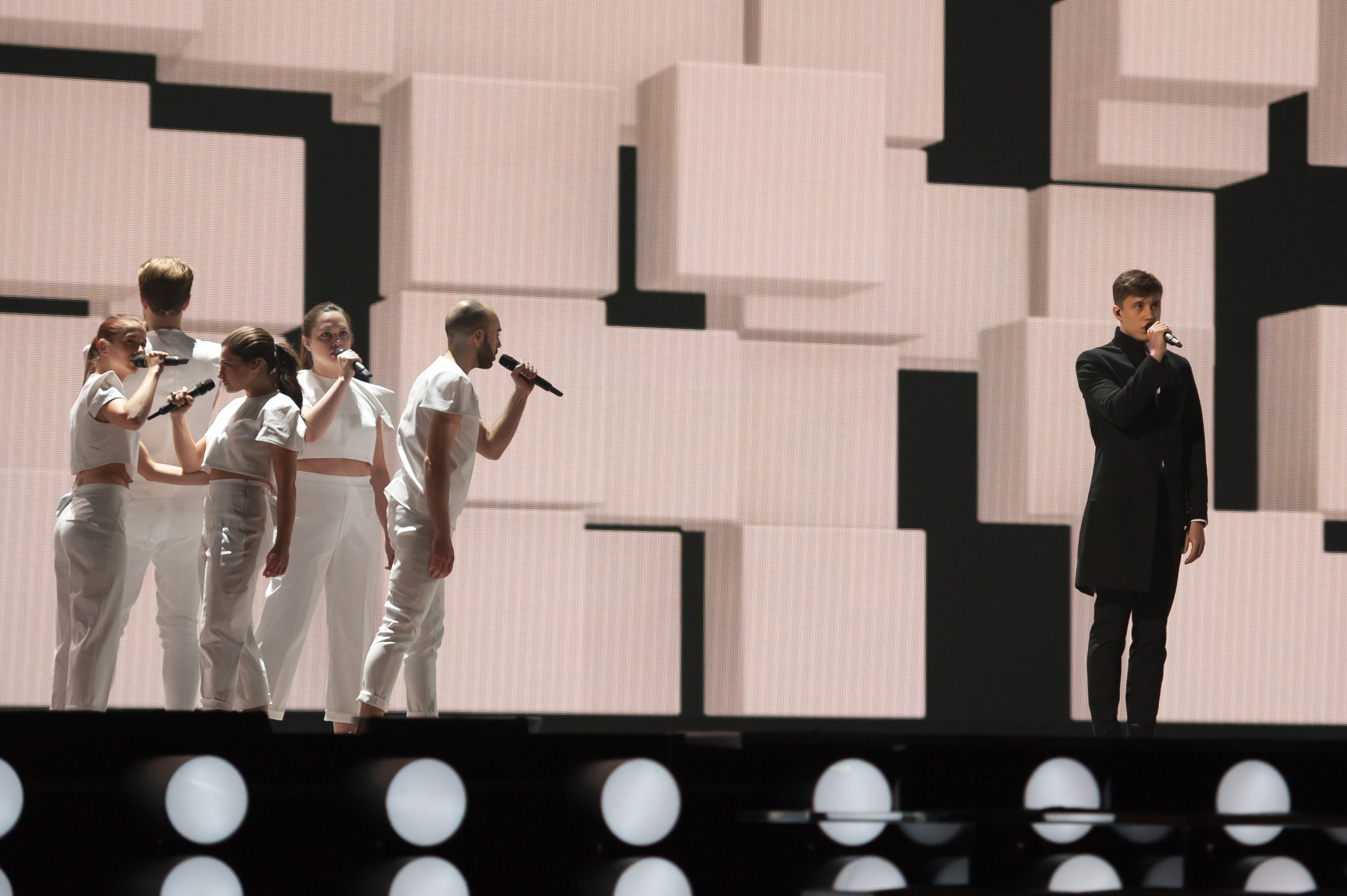
Loïc Nottet in Wenen (2015)
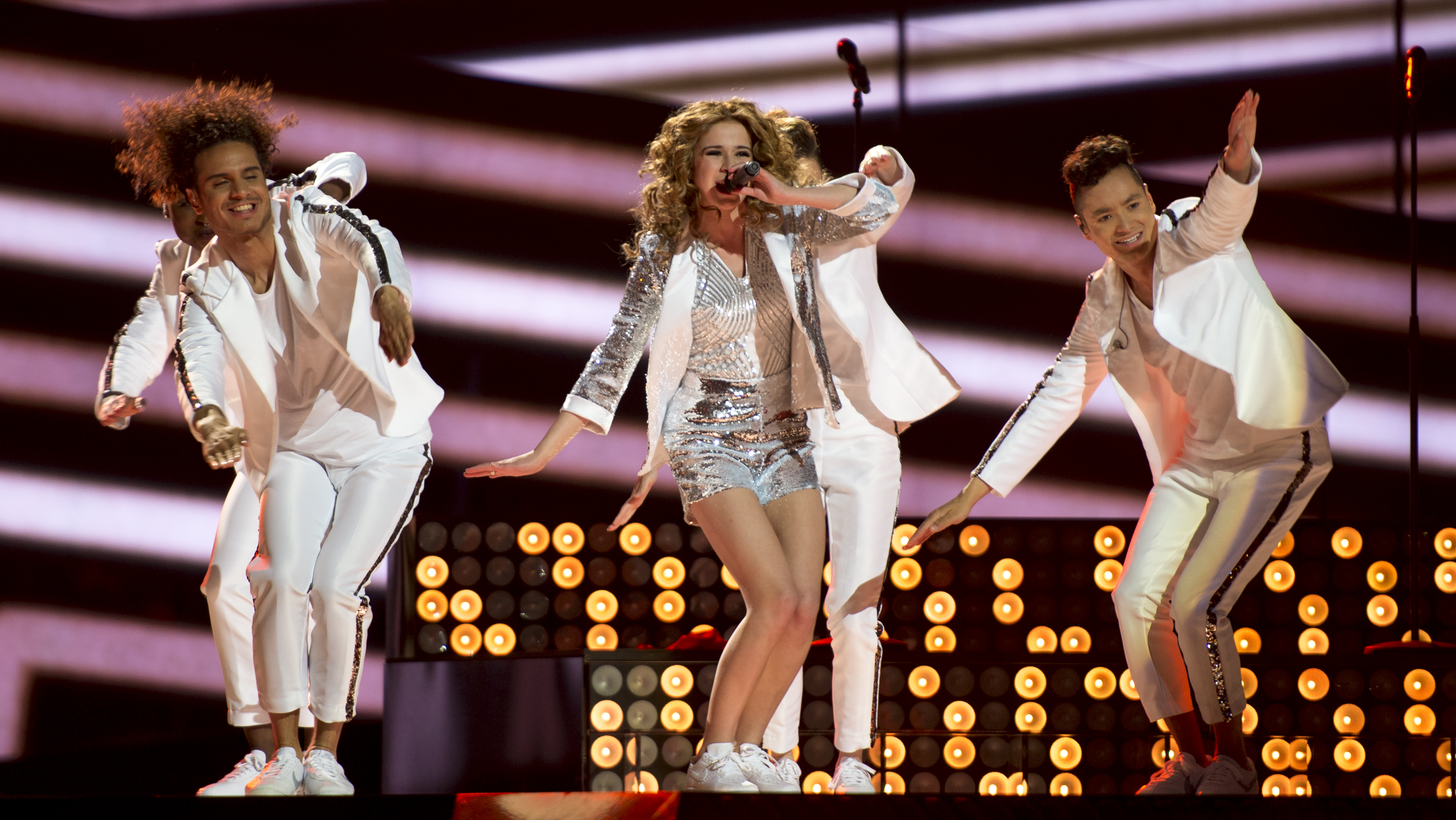
Laura Tesoro in Stockholm (2016)
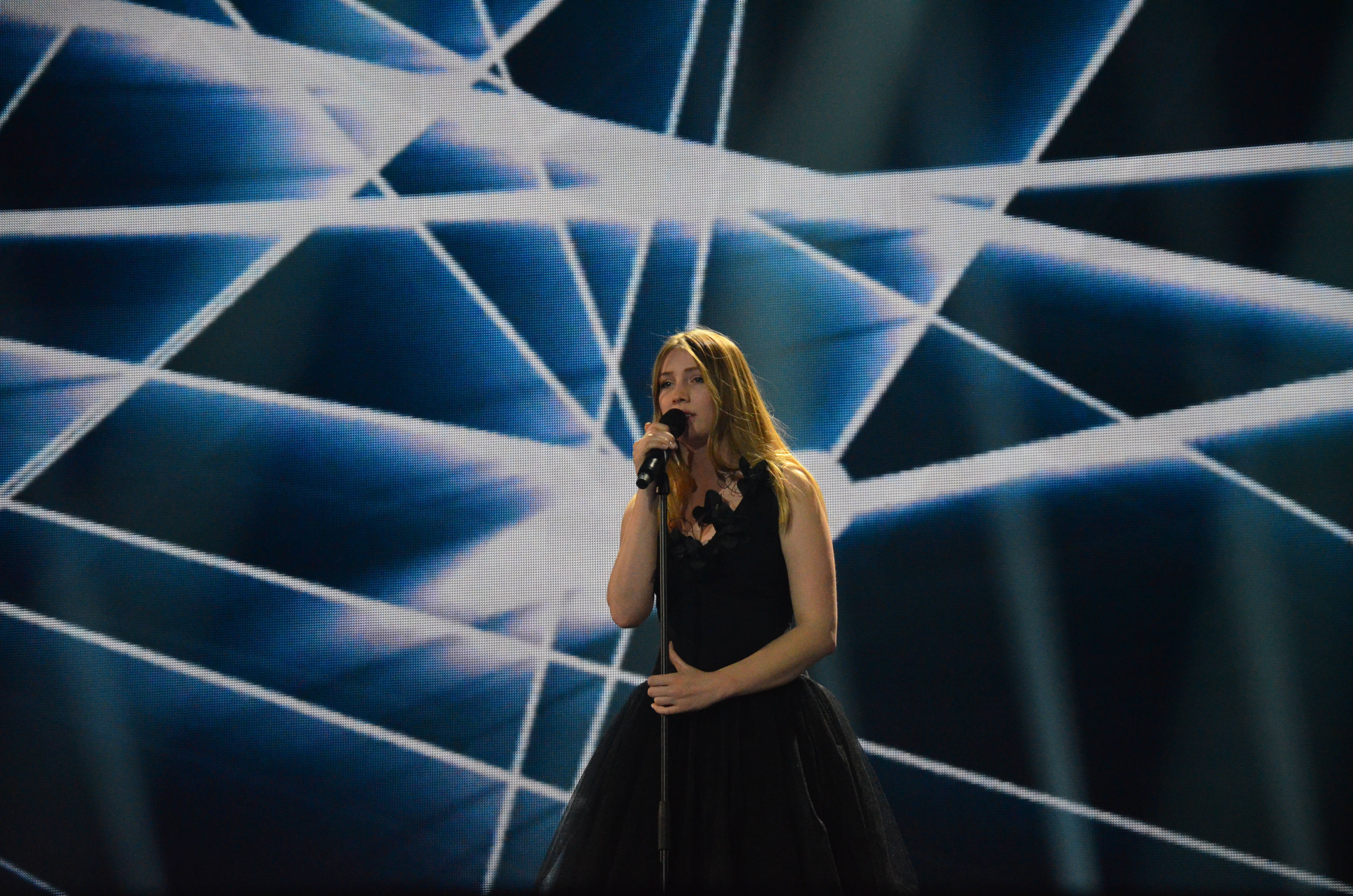
Blanche in Kiev (2017)
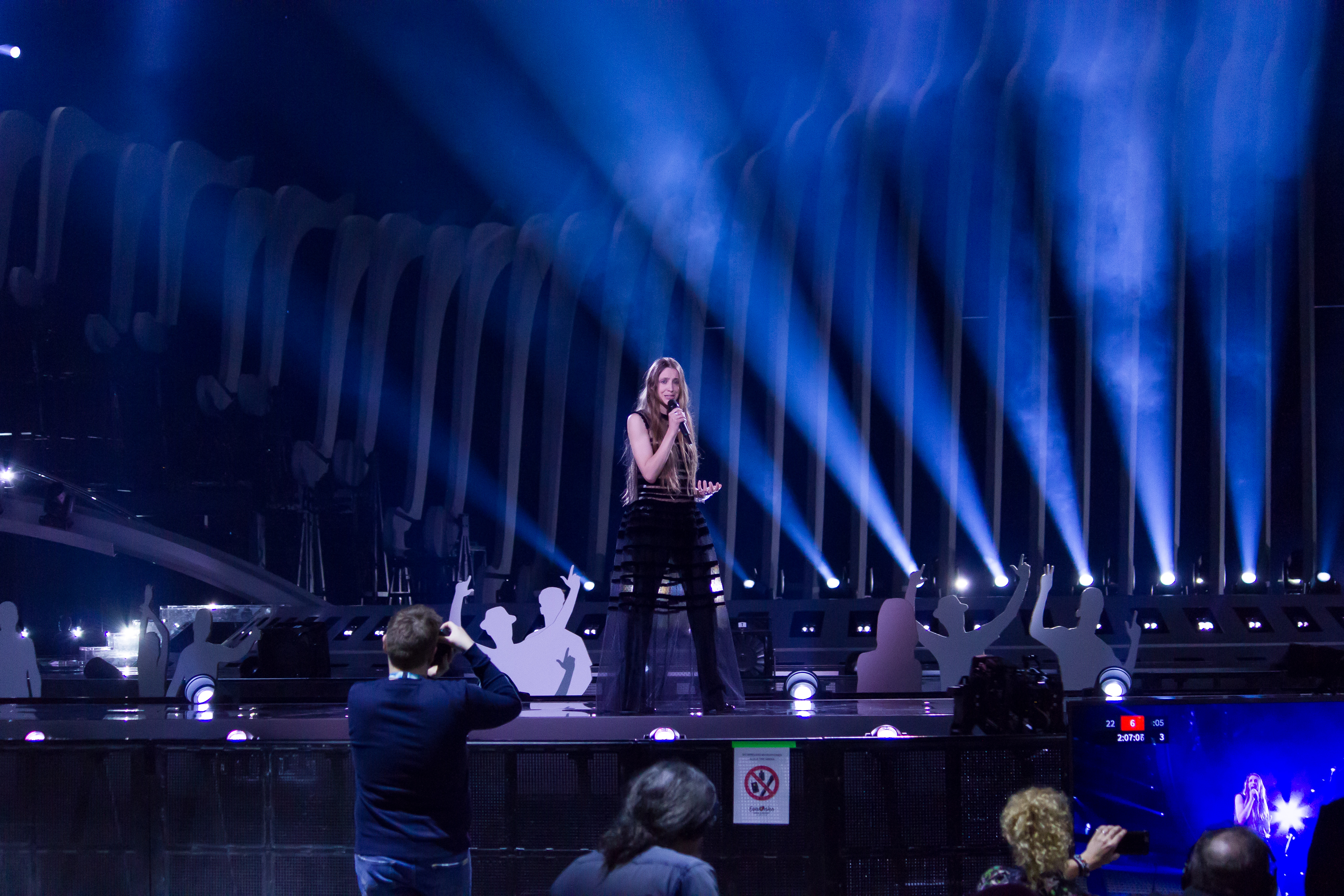
Sennek in Lissabon (2018)
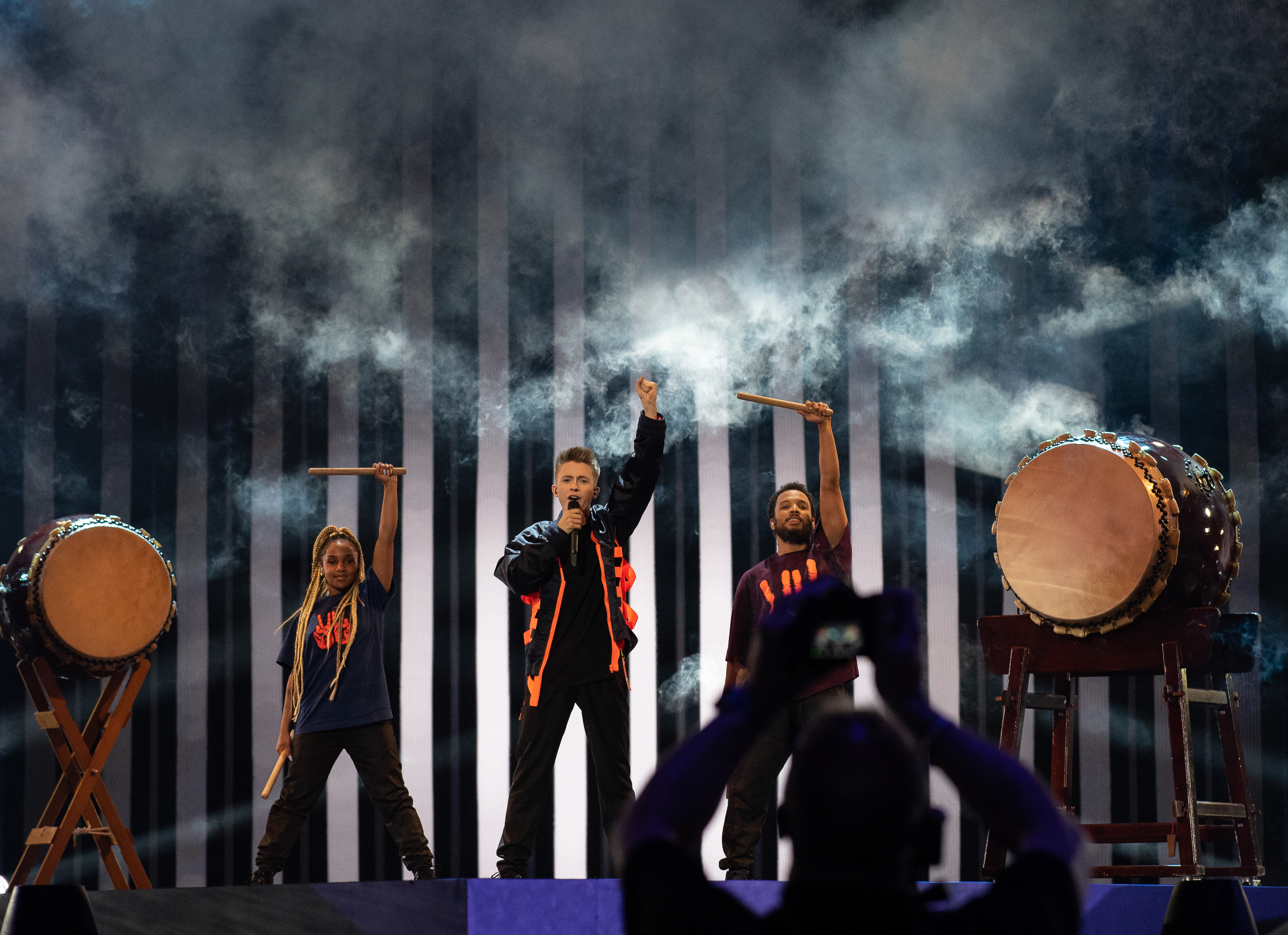
Eliot in Tel Aviv (2019)
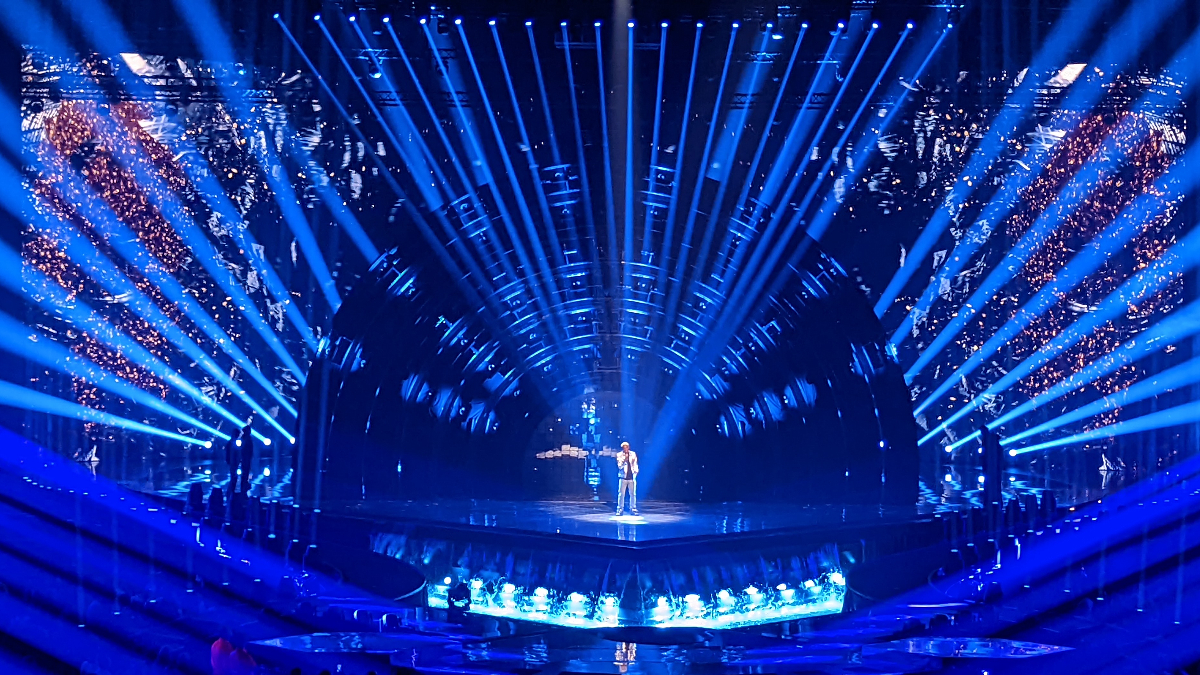
Jérémie Makiese in Turijn (2022)
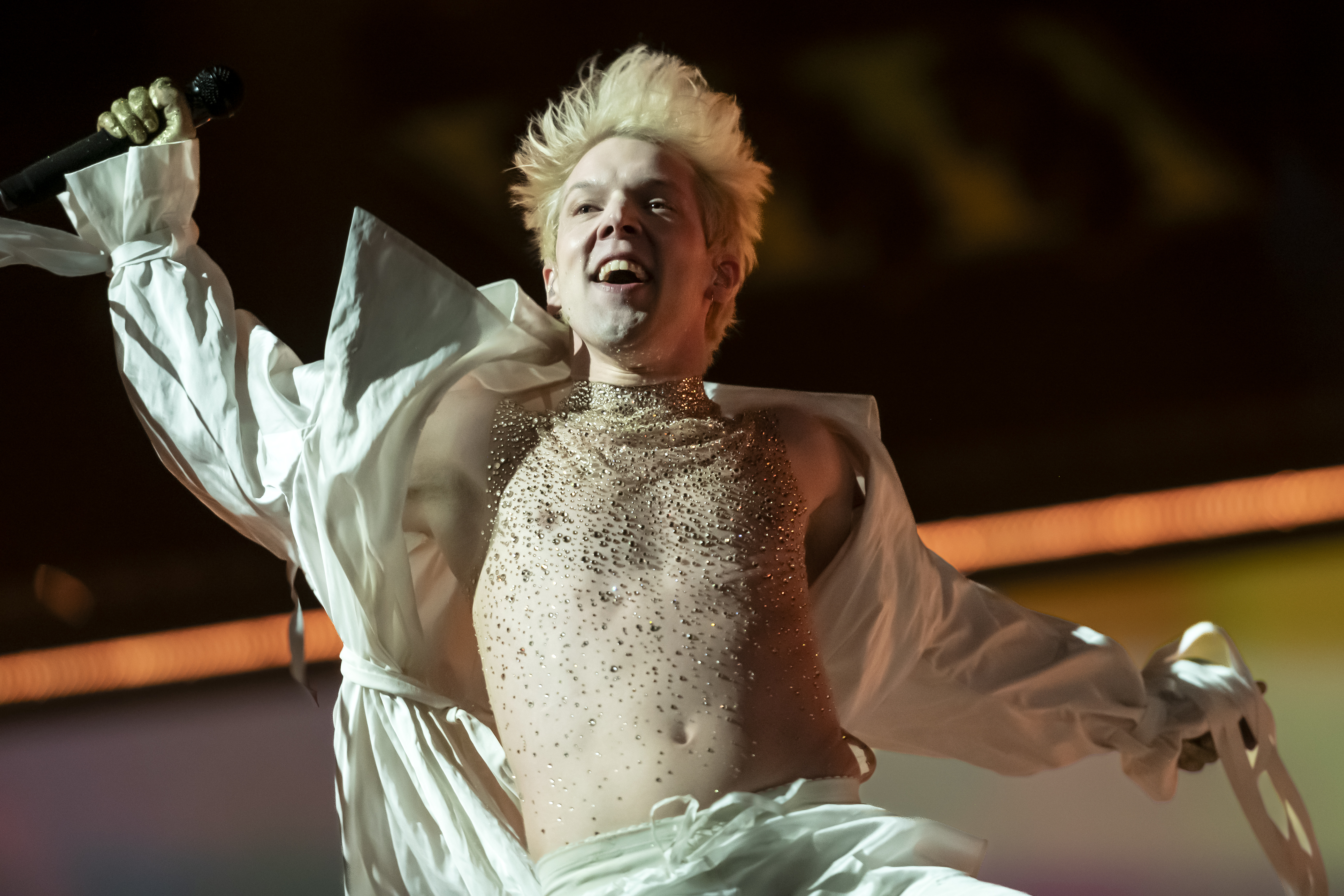
Mustii in Malmö (2024)
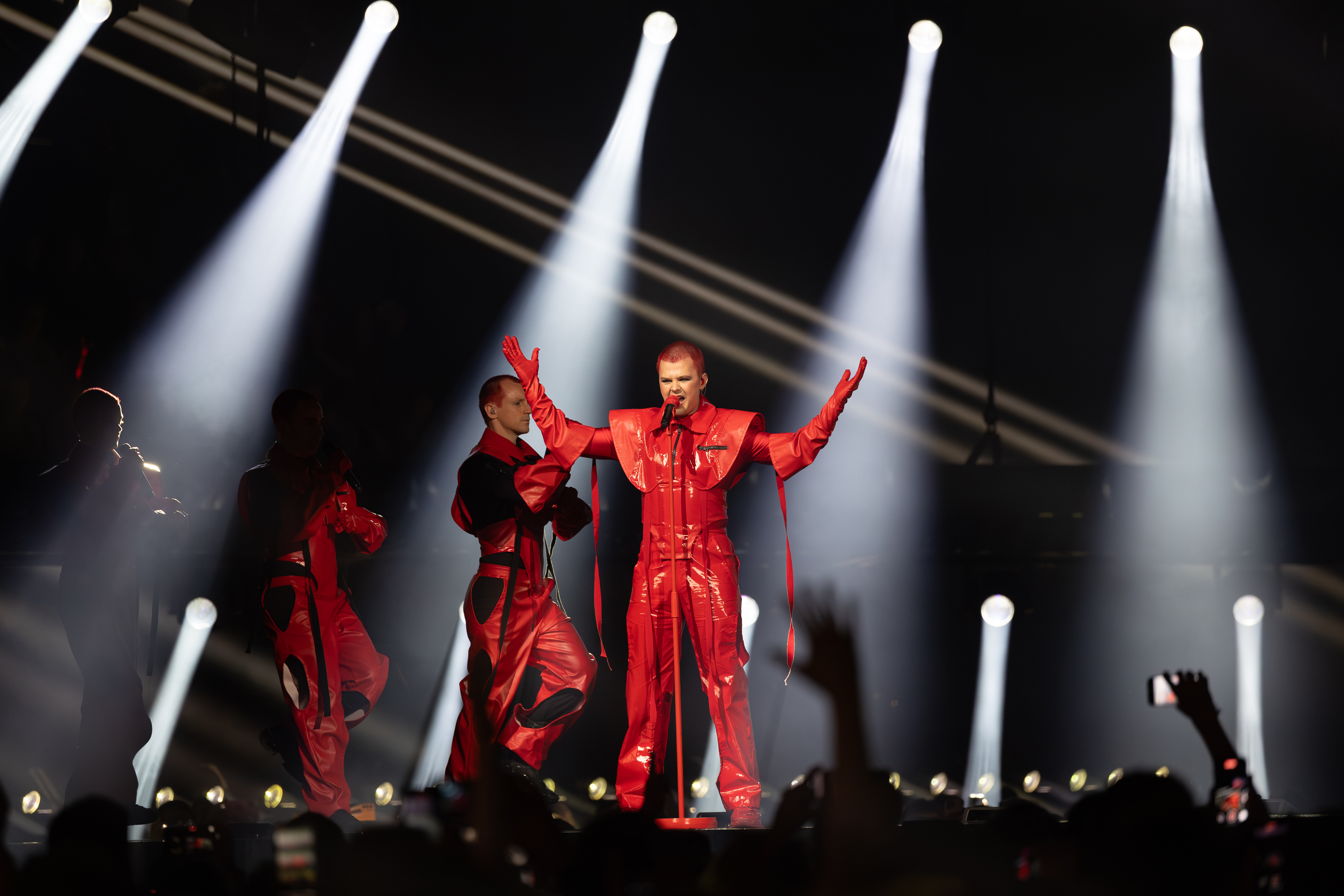
Red Sebastian in Bazel (2025)

1956 · 1957 · 1958 · 1959 · 1960 · 1961 · 1962 · 1963 · 1964 · 1965 · 1966 · 1967 · 1968 · 1969 · 1970 · 1971 · 1972 · 1973 · 1974· 1975 · 1976 · 1977 · 1978 · 1979 · 1980 · 1981 · 1982 · 1983 · 1984 · 1985 · 1986 · 1987 · 1988 · 1989 · 1990 · 1991 · 1992 · 1993 · 1994 · 1995 · 1996 · 1997 · 1998 · 1999 · 2000 · 2001 · 2002 · 2003 · 2004 · 2005 · 2006 · 2007 · 2008 · 2009 · 2010 · 2011 · 2012 · 2013 · 2014 · 2015 · 2016 · 2017 · 2018 · 2019 · 2020 · 2021 · 2022 · 2023 · 2024 · 2025